# Sandu Borș
Sandu Borș (n. 3 februarie 1980, Bistrița) este un fost jucător român de fotbal care a jucat pe postul de fundaș.

## Activitate

### Jucător
- Unirea Dej (2002-2003)
- Gaz Metan Mediaș (2003-2004)
- Gloria Bistrița (2004-2005)
- Gloria Bistrița (2005-2006)
- Gaz Metan Mediaș (2005-2006)
- Apulum Alba Iulia (2006-2007)
- FCM Reșita (2007-2008)
- Avântul Reghin (2007-2008)

### Antrenor
- Voința Livezile (2009-2010)